# Райков, Игорь Борисович
Игорь Борисович Райков (1932—1998) — биолог, цитолог, доктор биологических наук, профессор, академик РАЕН, лауреат премии имени И. И. Мечникова (1969).
Отец Б. Е. Райков (1880—1966) — российский и советский методист-биолог, историк естествознания, видный педагог.

## Биография
Родился 30 декабря 1932 года в Ленинграде.
В 1954 году окончил биолого-почвенный факультет ЛГУ.
С 1957 года работал в Институте цитологии АН СССР.
С 1988 по 1998 годы — заведующий лабораторией цитологии одноклеточных организмов Института цитологии РАН.
В 1993—1998 гг. — Президент Общества протозоологов при Российской Академии наук.
Президент Общества протозоологов франкоязычных стран, член Германской академии естествоиспытателей «Леопольдина», соредактор журнала «Аrсhiv fur Рrоtistеnkunde» (Германия), член редколлегий журналов «Асtа Рrоtоzооlоgiса» (Польша), «Еurореаn J. оf Рrоtistоlоgy» (Германия), «Саhiеrs de Віоlоgiе Маrinе» (Франция).
Умер в 1998 году, похоронен рядом с отцом на Богословском кладбище Санкт-Петербурга.

Могила Райкова на Богословском кладбище Санкт-Петербурга.

## Награды
- Премия имени И. И. Мечникова (1969) — за монографию «Кариология простейших», издание 1967 года